# Sainte-Marie-de-Chignac
Sainte-Marie-de-Chignac är en kommun i departementet Dordogne i regionen Nouvelle-Aquitaine i sydvästra Frankrike. Kommunen ligger i kantonen Saint-Pierre-de-Chignac som tillhör arrondissementet Périgueux. År 2018 hade Sainte-Marie-de-Chignac 629 invånare.

## Befolkningsutveckling
Antalet invånare i kommunen Sainte-Marie-de-Chignac
Referens:INSEE